# Casa Pastors
|  | Per a altres significats, vegeu «Casa Pastors (Torroella de Montgrí)». |

La Casa Pastors és un edifici al Barri Vell de Girona que consta de planta i dos pisos, el superior amb un alçat que equival a la meitat del projectat als altres cossos. Té coberta de teules àrabs d'un aiguavés. La façana presenta la paret més treballada de l'edifici, amb carreus de pedra picada molts regulars. El portal d'entrada té un arc de punt rodó amb dovelles en forma d'encoixinat. Aquest especial tractament dels carreus, molt practicat en el Barroc, també s'observa a la cantonada que mira al portal i a la base del casal.
Entravessat el portal s'accedeix a un pati rectangular. L'estructura de l'edifici està condicionada pel fet d'ésser construït aprofitant la paret d'un sector de la muralla. Aquesta part, que trenca la regularitat d'una planta quadrada, correspon al sector de ponent, on s'emplaça un pati triangular limitat per la paret de pujada de Sant Feliu. Malgrat la distorsió estructural que això suposa, la tipologia habitual dels casals de l'època es manté a la façana principal i al pati interior, nucli al voltant del qual giren les dependències.
Durant el segle xvii el solar del casal era ocupat per la residència d'un canonge i el Seminari. Ambdós edificis pertanyien al bisbe de Girona. L'any 1769 el Seminari fou traslladat a l'edifici de Sant Martí, i la casa de la plaça de la Catedral de Girona va passar a mans de la família Pastors. A ells es deu la important reforma de la construcció, convertint-la en un dels casals més notables de Girona. Una restauració de 1793 modificà les estructures interiors, tot afectant lleugerament a la façana principal i al pati central. La casa va ser adquirida per l'industrial Cristòfol Grober en tombar el segle XX i la va traspassar a l'Ajuntament de la ciutat el 1906 a canvi dels terrenys on va construir la seva fàbrica. Cedida al Ministeri de Justícia (1959), l'Audiència Provincial hi ha tingut la seu des del 1973 fins al 2013.
El 2014 l'Ajuntament de Girona va presentar una proposta per convertir aquest edifici en un futur Museu d'art modern i contemporani de Girona. Des de llavors, ha utilitzat l'espai per mostrar algunes exposicions, com Color latent, el 2014, quan s'utilitzen diferents obres del fons d'art contemporani de la ciutat; o Enric Marquès: La col·lecció de l'artista (1948-1989), el 2015.

## Llista d'exposicions temporals
- 6 de maig al 14 de setembre de 2014: Color latent (mostra col·lectiva)[3]
- 29 d'abril al 23 d'agost de 2015: Enric Marquès: La col·lecció de l'artista[4]
- 13 de maig al 10 de setembre de 2017: Un meteorit fugaç: Fidel Aguilar (1894-1917)[5]
- 10 de maig a l'11 de setembre de 2018: L'oblit de la forma[5]